# 12. helikopterdivisionen
12. helikopterdivisionen (12. hkpdiv) även känd som Yngve Blå var en helikopterdivision inom svenska marinen som verkade i olika former åren 1959–1997. Divisionen var baserad på Säve depå nordväst om Göteborg.

## Historik
I början av 1950-talet genomförde Marinen försöksverksamhet med inhyrda civila helikoptrar. Uppgifterna som utprovades var ubåtsjakt, personal- och materieltransporter samt sjöräddning. År 1956 beslutades att åtta medeltunga helikoptrar av typ Vertol 44 och tio lätta helikoptrar av typen Aérospatiale Alouette II. I samband med att leveranserna inleddes 1958, beslutades att ett helikopterdetachement skulle sättas upp på Västkusten, med provisoriskt basering till Torslanda flygplats. De två första helikoptrarna anlände till Göteborg klockan 14.00 den 15 oktober 1959. De två helikoptrar som baserades till Göteborg var en Vertol (nummer 02), och en Alouette (nummer 106).
I december 1980 tillsatte försvarsdepartementet, på uppdrag av regeringen, en utredning ledd av Curt Boström för granska försvarets materielunderhåll. I januari 1982 fick utredningen ett tilläggsdirektiv, där utredningen skulle precisera dimensioneringen och organisationen av underhållsresurserna. I september 1982 överlämnade utredningen sitt slutbetänkandet (Ds Fö 1982:3). I sitt slutbetänkande föreslog utredningen att 2. helikopterdivisionen skulle omlokaliseras från Västkustens militärkommando med Älvsborgs kustartilleriregemente (MKV/KA 4) i Göteborg till Blekinge flygflottilj (F 17) i Ronneby. Vidare föreslog utredningen att verkstadskompanier vid marinens bägge helikopterdivisioner kan därmed utgå ur organisationen, och att ett versionskontor för samtliga helikoptertyper inrättas i Ronneby. Dock förordade både överbefälhavaren, chefen för marinen samt civila myndigheter att helikopterförbandet skulle kvarstå på Säve, dels på grund av ubåtsjakthelikoptrar regelmässigt skulle finnas utgångsbaserade i Västra militärområdet samt betydelsen av flygräddningsfunktionen i Kattegatt och Skagerrak. Regeringen stödde dock inte utredningen förslag om att flytta helikopterdivisionen till Ronneby, utan delade överbefälhavaren och chefen för marinen mening med att en basering på Västkusten är nödvändig.
I regeringens proposition 1983/84:112, som grundade sig på en uppgörelse i försvarsutskottet, föreslogs ekonomiska åtgärder för att krigsorganisationen skulle vidmakthållas enligt den inriktning som gavs i försvarsbeslutet 1982. Inför propositionen föreslog överbefälhavaren en reducering av fredsorganisationen på västkusten, där bland annat de militära delarna på Säveetablissementet skulle avvecklas, vilket vidare skulle innebära att 2. helikopterdivisionen skulle omlokaliseras till ny ort. Ingen av dessa propositioner resulterade i att helikopterdivisionen omlokaliserades, men däremot kom en tillsynsverkstad för helikoptrar på Säve att avvecklas den 30 juni 1986.
Även om divisionen bildades i Göteborg 1959, samt att det av försvaret betraktades som ett förband och kallades i försvarets egna skrifter som 2. helikopterdivisionen, fick det inte status som ett eget förband förrän 1982. Att förbandet fick status som eget förband 1982, kan vara en konsekvens av att regeringen beslutade i augusti 1982 att Helikopterförsöksförbandet skulle upplösas den 30 september 1982, och de ingående helikopterförbanden skulle återgå till sina tidigare lydnadsförhållande.
År 1989 bytte 2. helikopterdivisionen namn till 12. helikopterdivisionen. Bakgrunden till namnförändringen berodde på att marinflyget i januari 1987 satte upp 13. helikopterdivisionen i Ronneby, samlokaliserad med Blekinge flygflottilj (F 17). Vid den tidpunkten hade F 17 en egen tredje helikopterdivision. För att erhålla någorlunda samstämmighet inom marinflyget, och även lämna siffran 1 ledigt till en eventuellt framtida marinflygflottilj, ändrades också 1. helikopterdivisionen och 2. helikopterdivisionen benämningar till 11. respektive 12. helikopterdivisionen.
Inför försvarsbeslutet 1996 föreslog Försvarsmakten och regeringen att samla Försvarsmaktens helikopterresurser i ett nytt försvarsgemensamt förband, Försvarsmaktens helikopterflottilj. Vilket skulle underlätta ledning av större samlade insatser under kris och i krig, samt även typsamordning och samordning avseende beredskap och utbildning. I regeringens budgetproposition för statsbudget för år 1998 i utgiftsområde 6 fastställde riksdagen den nya organisationen för Helikopterflottiljen, vilken skulle organisera sin verksamheten i fyra delar med ledningen baserad i Linköping.
Den 31 december 1997 upphörde 12. helikopterdivisionen som självständigt förband, då ledningsfunktionen över samtliga helikopterförband överfördes den 1 januari 1998 till Helikopterflottiljen. Den 1 januari 1999 omorganiserades de ursprungliga helikopterförbanden till den nya förbandsstrukturen, där Göta helikopterbataljon var en av dem. Göta helikopterbataljon bestod av 12. helikopterdivisionen, 13. helikopterdivisionen och flygvapnets flygräddningsgrupper (FRÄD-grupp) vid Skaraborgs flygflottilj (F 7), Skånska flygflottiljen (F 10) och Blekinge flygflottilj (F 17).

## Verksamhet
Även om förbandet fram till 1982 officiellt utgjorde ett detachement till 1. helikopterdivisionen, så var det operativt och taktiskt underställt åren 1959–1966 chefen för Marinkommando Väst, åren 1966–1975 Västkustens örlogsbas, åren 1975–1982 Helikopterförsöksförbandet, åren 1982–1986 Västkustens militärkommando, och åren 1986–1997 Västkustens marinkommando.

### Nationell verksamhet
12. helikopterdivisionens uppgifter var ubåtsjakt, minsvepning, stridstransporter och radarspaning. Vidare skulle förbandet stötta och bistå civila räddningsinsatser. Bland annat bistod divisionen i augusti 1979 M/S Winston Churchills grundstötning vid Vinga, samt den 7 april 1990 vid färjebranden på M/S Scandinavian Star utanför Lysekil. Helikopterdivisionen deltog även med alla tillgängliga helikoptrar hösten 1981 vid grundstötningen av U 137, samt 1982 vid Hårsfjärdsincidenten.

### Internationell verksamhet
I samband med Kongokrisen bidrog Sverige med förband till FN:s fredsbevarande styrkor i Kongo, där Sverige kom att bidra med både arméförband, flygförband samt helikopterförband ur marinen. Där bland annat 2. helikopterdivisionen bidrog med helikopterbesättningar fram till att det svenska engagemanget upphörde 1964.

## Ingående enheter

### 123.helikoptergruppen
123. helikoptergruppen (123. hkpgrp) ursprungligen 12. helikoptergruppen (12. hkpgrp) var en rörlig operativ enhet inom marinflyget, som bildades under 1980-talet för att möta den tilltagande undervattensverksamhet längs det svenska kustbandet. Gruppen skulle snabbt kunna uppsättas av personal ur både 1. helikopterdivisionen och 2. helikopterdivisionen, därav namnet 12. helikoptergruppen. I samband med de namnbyten på helikopterdivisionerna som gjordes vid uppsättande av 13. helikopterdivisionen, namnändrades helikoptergruppen till 123. helikoptergruppen (123. hkpgrp). Detta för att visa genom namnet att samtliga tre helikopterdivisioner var ålagda till att medverka i den rörliga externa helikoptergruppen.

## Förläggningar och flygplatser
2. helikopterdivisionen förlades inledningsvis till Blå hangaren på Torslanda flygplats. Dock ansågs baseringen i Torslanda vara provisoriskt, då ambitionen var att helikopterverksamheten skulle etableras i Lysekil alternativt i anslutning till Gullmarsbasen i Skredsvik. I samband med att Göta flygflottilj (F 9) upplöstes och avvecklades den 30 juni 1969, övertog 2. helikopterdivisionen delar av flottiljområdet den 1 juli samma år. Helikopterdivisionen verkade sedan på Säve depå fram till den upplöstes den 31 december 1997.

## Heraldik och traditioner
Det första egna förbandstecknet mottogs av förbandschefen Ingemar Bokvist den 6 juni 1968, då Gustaf VI Adolf överlämnande en örlogsflagga. Sedan den 1 januari 1999 bevarar Helikopterflottiljen minnet av 12. helikopterdivisionen. Vid Säve depå finns en minnessten över 12. helikopterdivisionen samt det efterföljande förbandet Göta helikopterbataljon.

## Förbandschefer
- 1959–1960: Kapten Torsten Gebring
- 1960–1963: Kommendörkapten 2. Gunnar Hallin
- 1963–1966: Kapten Torsten Gebring
- 1966–1970: Kommendörkapten 2. Ingemar Bokvist
- 1970–1973: Kommendörkapten Anders Hallin
- 1973–1976: Kommendörkapten Erik Hagström
- 1976–1980: Kommendörkapten Göran Garbrant
- 1980–1982: Örlogskapten Gunnar Jansson
- 1982–1986: Kommendörkapten Bertil Andreasson
- 1986–1989: Örlogskapten Einar Gjellan
- 1989–1996: Överstelöjtnant Göran Berglin
- 1996–2001: Örlogskapten Roger Eliasson [a]

## Namn, beteckning och förläggningsort
| 1. helikopterdivisionens detachement i Säve | 1959-10-15 | – | 1982-09-30 |
| 2. helikopterdivisionen                     | 1982-10-01 | – | 1989-06-30 |
| 12. helikopterdivisionen                    | 1989-07-01 | – | 1997-12-31 |

| Yngve Blå | 1959-10-15 | – | 1997-12-31 |

| 2. hkpdiv  | 1982-10-01 | – | 1989-06-30 |
| 12. hkpdiv | 1989-07-01 | – | 1997-12-31 |

| Torslanda flygplats (F) | 1959-10-15 | – | 1969-06-30 |
| Säve depå (F)           | 1969-07-01 | – | 1997-12-31 |

## Galleri

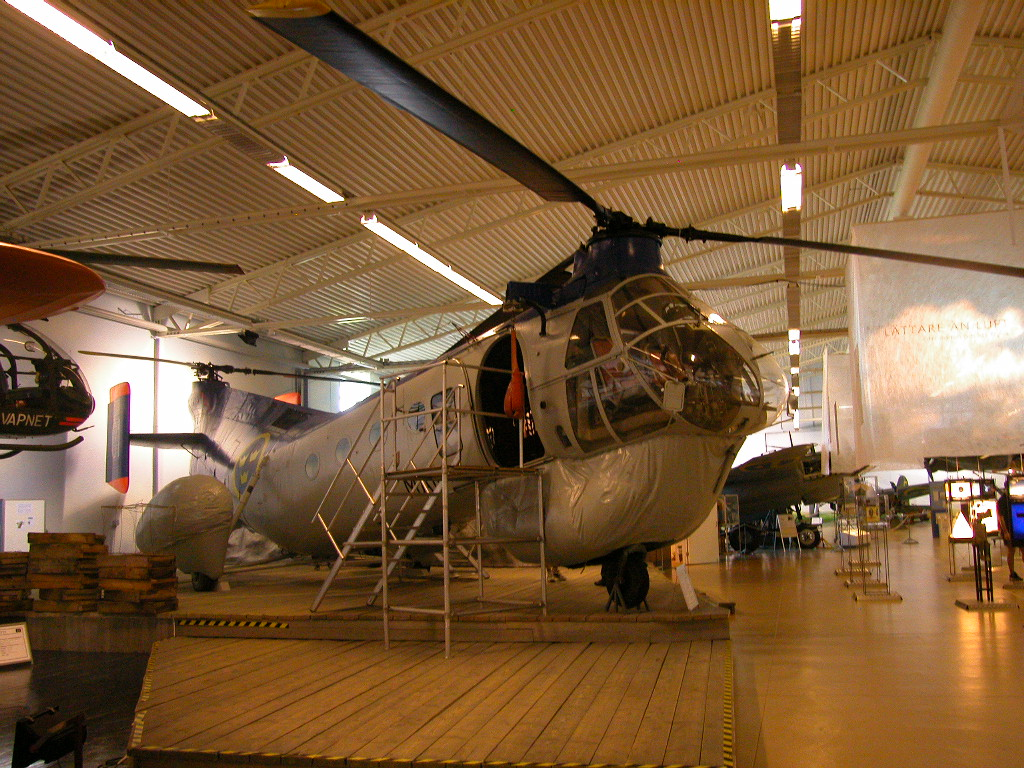
Hkp 1 (Yngve 08) i tjänst vid 1. hkpdiv och senast vid 2. hkpdiv.
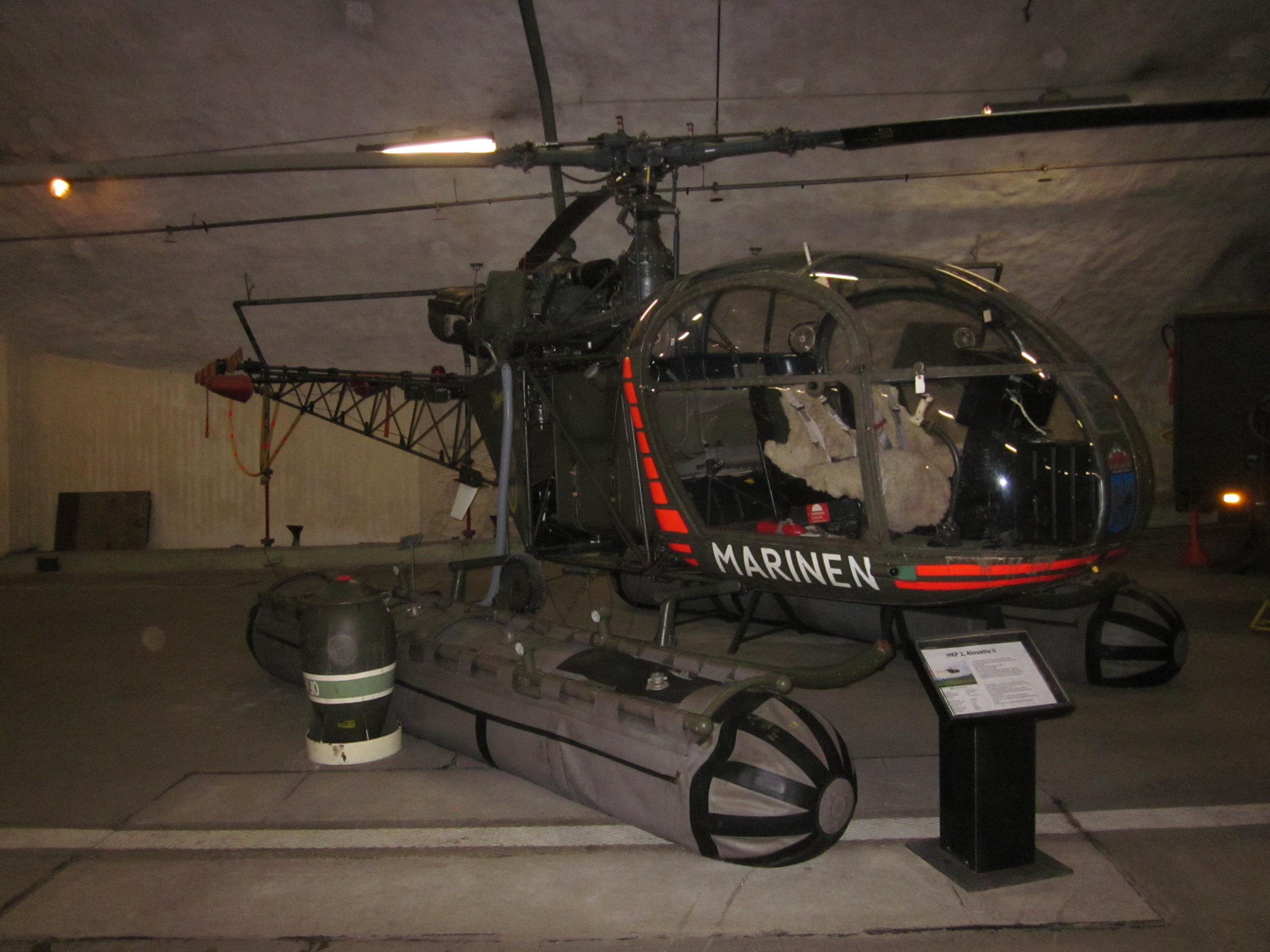
Hkp 2 i tjänst vid både 1. hkpdiv och 2. hkpdiv.
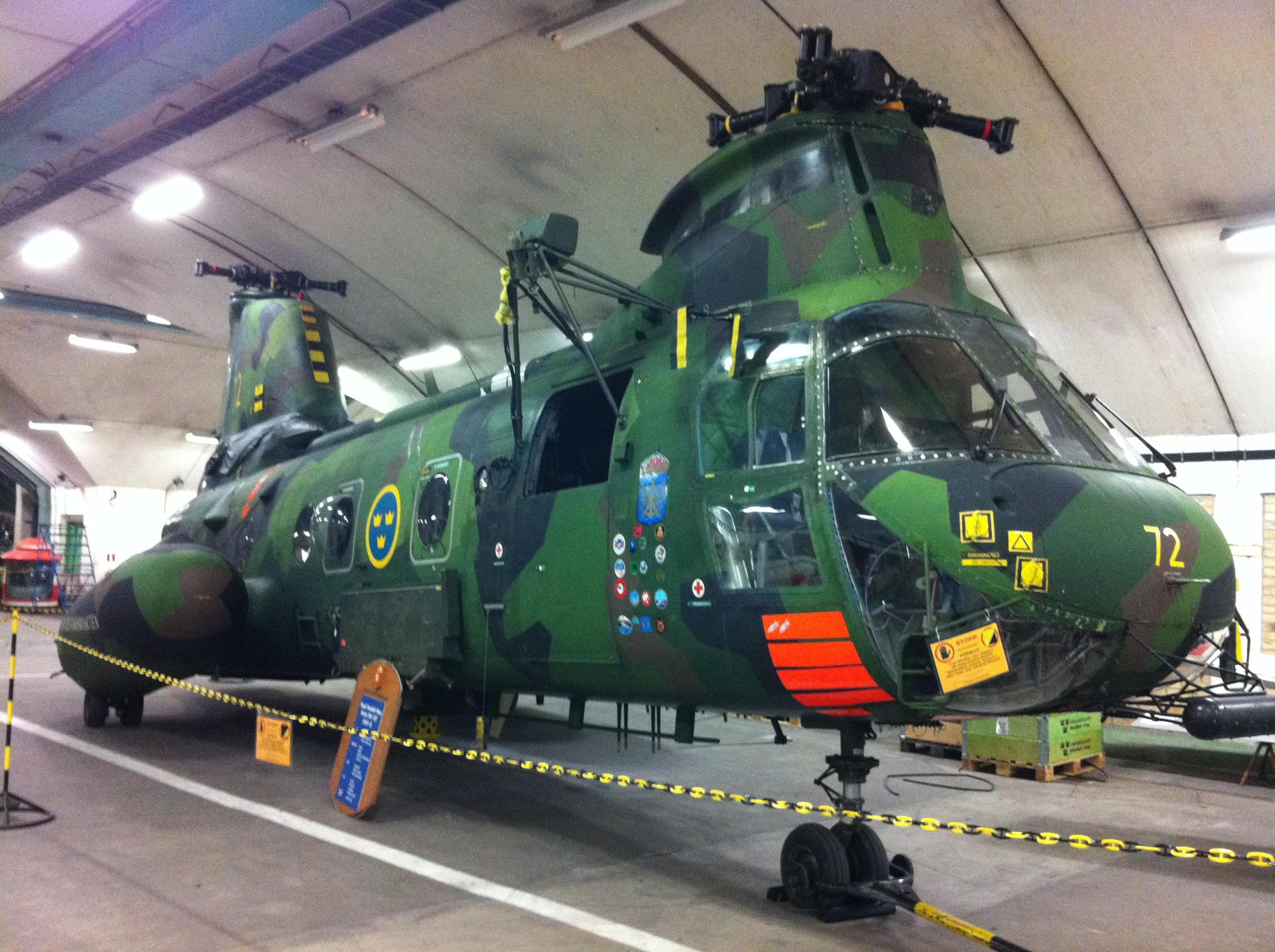
Hkp 4B/C (Yngve 72) i tjänst vid 12. hkpdiv. Helikoptern var 2011 den enda flygdugliga Hkp 4 med cirka 440 flygtimmar kvar att nyttja.
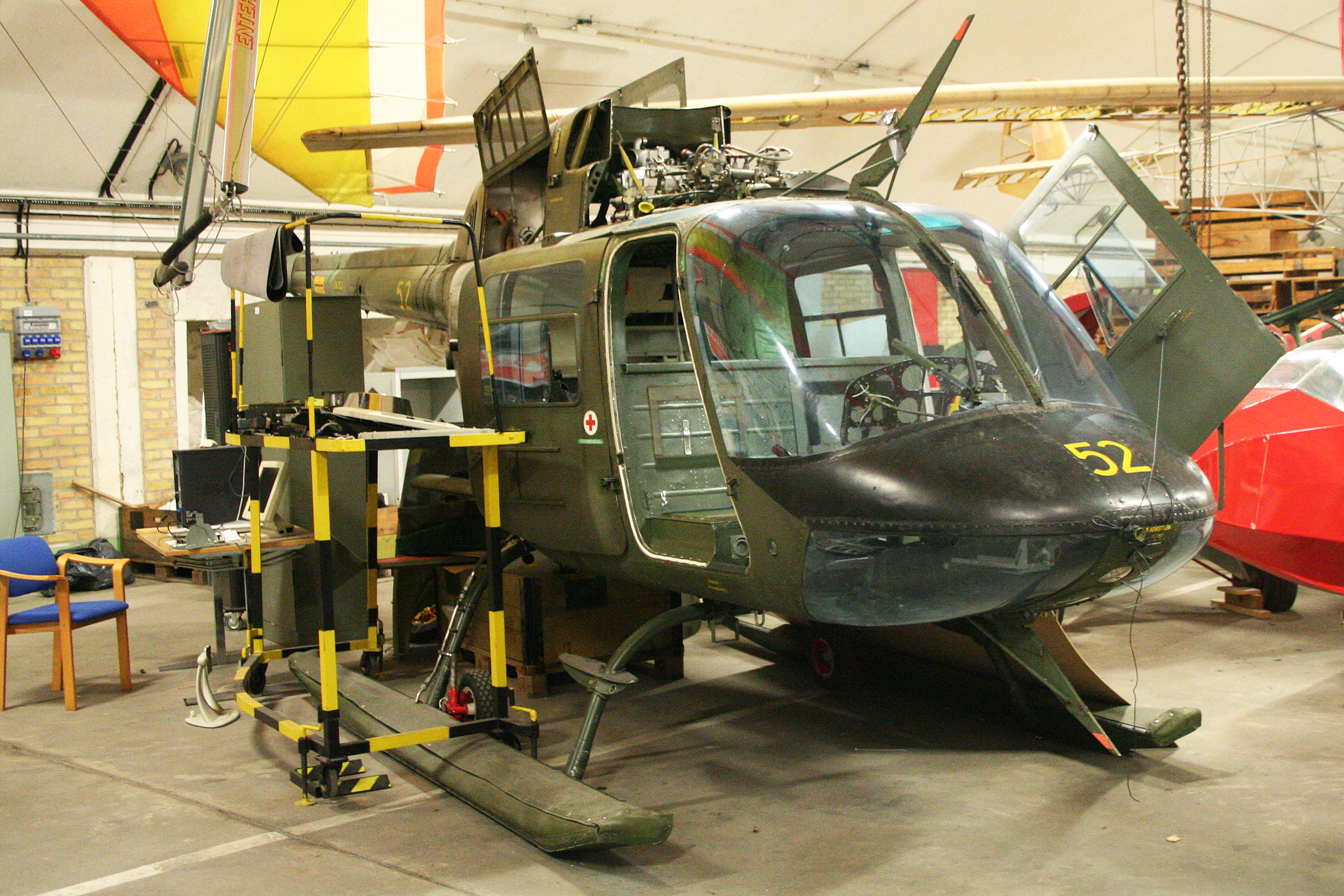
Hkp 6B var i tjänst i Marinflyget åren 1970–1997.